# Cis adamsoni
Cis adamsoni es una especie de coleóptero de la familia Ciidae.

## Distribución geográfica
Habita en las Islas Marquesas.